# Сабат Микола

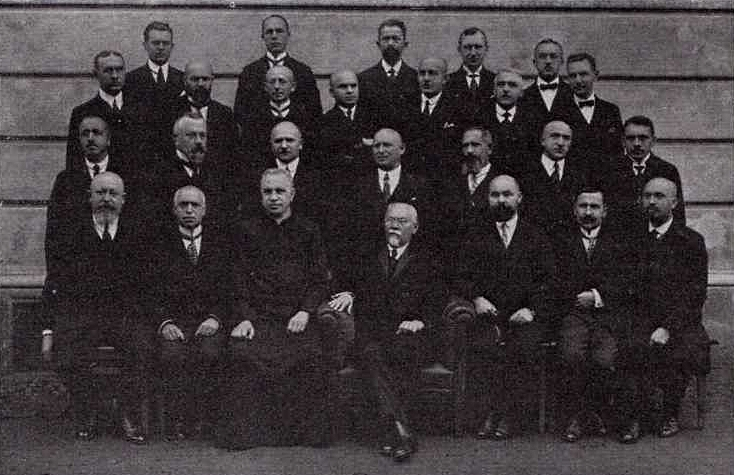
Микола Сабат сидить четвертий зліва.

Микола Євгенович Сабат (Никола Сабат, 9 грудня 1867, Обертин, Городенківський повіт, Королівство Галичини та Володимирії — 5 серпня 1930) — український галицький педагог, класичний філолог.

## Життєпис
Родом з Обертина, народився в сім'ї священника УГКЦ. Закінчив польськомовну Станиславівську державну гімназію, Львівський університет. Більш ніж півроку як молодий учитель студіював грецьку та латинську філології відповідно у Греції та Римі 1894 року. гімназіальний учитель (з 1894), директор української гімназії у Станиславові (1905—1919 і 1923—1927) та Академічної гімназії у Львові (1927—1930).
На початку І-ї світової війни був заарештований російською окупаційною владою, проте зміг врятувався від виселення у Росію. Після початку наступу військ Австро-Угорщини з-за Карпат на позиції окупантів російська адміністрація почала брати з-поміж цивільних людей заручників. Голова окупаційної Станиславівської повітової управи розпорядився заарештувати кілька десятків свідомих українців. Серед них були д-р Іван Дем'янчук, о. Іван Гордієвський, лікар Володимир Янович, судовий радник Клим Кульчицький, директор гімназії Микола Сабат. Зразу перебував у станиславівській тюрмі «Діброва», потім був вивезений до Львова. Після покращення становища на фронті російських військ був випущений разом з іншими.
За час існування ЗУНР: товариш (заступник) державного секретаря, шеф Секції середнього шкільництва у Державному Секретаріаті Освіти. Після анексії ЗУНР Польщею професор грецької філології та античної археології УВУ (1920—1923) і таємного Львівського Українського Університету (1924—1925).
Помер 5 серпня 1930 року у селі Заліски (нині Львівської області), його тіло з Львівщини перевезли до Станиславова й поховали у родинному гробівці на міському цвинтарі (нині — Івано-Франківський меморіальний сквер).

## Відзнаки
У 1908 році Микола Сабат був нагороджений лицарським хрестом ордена Франца Йосифа.

### Доробок
- Праці з історії грецької літератури та античного мистецтва (фрески у Помпеях).
- Видав «Кобзаря» Т. Шевченка для шкільної молоді (у 2 частинах, 1929—1930).